# Mahmud Dżibril
Mahmud Dżibril al-Warfalli, arab. ‏محمود جبريل الورفلي‎ (ur. 28 maja 1952 w Bengazi, zm. 5 kwietnia 2020 w Kairze) – libijski polityk, od 23 marca do 23 października 2011 premier rządu tymczasowego powołanego przez Narodową Radę Tymczasową podczas wojny domowej w Libii.

## Życiorys
Mahmud Dżibril urodził się w 1952 w Bengazi. W 1975 zdobył licencjat z ekonomii i nauk politycznych na Uniwersytecie Kairskim w Egipcie. W 1980 ukończył studia magisterskie z dziedziny nauk politycznych na University of Pittsburgh w Stanach Zjednoczonych. Cztery lata później obronił na tej uczelni doktorat z planowania strategicznego. Przez kolejnych kilka lat pracował tam jako wykładowca. 
W czasie swojej kariery naukowej opublikował 10 książek z dziedziny planowania i zarządzania strategicznego. Był organizatorem dwóch konferencji na ten temat w państwach arabskich w 1987 i w 1988. Angażował się w prowadzenie programów szkoleniowych dla kadry zarządzającej w takich krajach, jak Egipt, Arabia Saudyjska, Libia, Zjednoczone Emiraty Arabskie, Kuwejt, Jordania, Bahrajn, Maroko, Tunezja, Turcja i Wielka Brytania. 
W latach 2007–2011 pełnił funkcję dyrektora Narodowego Urzędu na rzecz Rozwoju Gospodarczego (Nedb), odpowiedzialnego za zagraniczne inwestycje w Libii oraz promującego prywatyzację i liberalizację w gospodarce. 
5 marca 2011, w czasie wojny w Libii, w powołanej przez powstańców Narodowej Radzie Tymczasowej wszedł w skład zespołu wykonawczego odpowiedzialnego za sprawy zagraniczne. Został oddelegowany do prowadzenia rozmów na rzecz pozyskania jak najszerszego uznania międzynarodowego przez Radę. Dzięki jego staraniom 10 marca 2011 Francja jako pierwsze państwo na świecie uznała Radę za prawomocne władze Libii. 
23 marca 2011 Narodowa Rada Tymczasowa mianowała go szefem powołanego przez siebie rządu tymczasowego. Wraz z ofensywą powstańców, wspieranych z powietrza przez siły NATO, wzrastało uznanie międzynarodowe dla Narodowej Rady Tymczasowej. 23 sierpnia 2011 powstańcy zdobyli kwaterę Kaddafiego w Trypolisie, zmuszając go do ucieczki, a Rada efektywnie (de facto) przejęła władzę w kraju. 16 września 2011 została oficjalnie uznana przez ONZ, a jej przedstawiciel uzyskał mandat w Zgromadzeniu Ogólnym. 
Zgodnie z zapowiedzią zrezygnował ze stanowiska premiera 23 października 2011, w dniu oficjalnej deklaracji zakończenia działań wojskowych w Libii. Pełniącym obowiązki premiera został wówczas minister Ali at-Tarhuni. 31 października 2011 Narodowa Rada Tymczasowa nowym szefem przejściowego rządu wybrała Abd ar-Rahima al-Kiba. 
12 września 2012 był jednym z kandydatów na stanowisko nowego szefa rządu. W drugiej turze głosowania w nowo wybranym Powszechnym Kongresie Narodowym przegrał jednak z Mustafą Abu Szakurem stosunkiem głosów 94 do 96.